# Giuseppe Giudice
Giuseppe Giudice (Sala Consilina, 10 settembre 1956) è un vescovo cattolico italiano, dal 24 marzo 2011 vescovo di Nocera inferiore-Sarno.

## Biografia
Nato a Sala Consilina, Diocesi di Teggiano-Policastro, il 10 settembre 1956, nel settembre del 1980 entra nel Seminario Arcivescovile Seminario Arcivescovile Maggiore di Napoli dove percorre l'iter formativo per il sacerdozio.
Consegue il baccalaureato in Teologia presso la Facoltà Teologica dell'Italia Meridionale di Napoli e la licenza in Teologia dogmatica presso la Pontificia Università Gregoriana di Roma.

### Ministero sacerdotale
È ordinato presbitero il 27 settembre 1986 dall' arcivescovo metropolita Guerino Grimaldi ed incardinato nella diocesi di Teggiano-Policastro.
Subito dopo l'ordinazione viene nominato parroco di San Nicola di Bari in Roscigno e nel 1988 diviene amministratore parrocchiale di San Michele Arcangelo in Bellosguardo fino al 1989.
Nel 1990 è nominato vice-parroco della comunità di Sant'Anna in Sala Consilina e successivamente nel 1995 ne diviene parroco.
Nel 1998 è anche parroco di Sant'Antonio da Padova in Sala Consilina.
Nel corso del suo ministero si distingue particolarmente per l'attività pastorale assidua e infaticabile e per l'impegno nella cura e nella formazione della gioventù.
Presso la diocesi di Teggiano-Policastro ricopre inoltre i seguenti incarichi:
- membro del collegio dei consultori,
- membro del consiglio presbiterale,
- segretario generale del sinodo diocesano,
- docente di religione presso il Liceo-Ginnasio Statale "Marco Tullio Cicerone" di Sala Consilina.

Per dieci anni è assistente regionale dell'Azione Cattolica Ragazzi e in ambito diocesano ricopre l'incarico di direttore dell'Ufficio per la Catechesi.

### Ministero episcopale
Il 24 marzo 2011 papa Benedetto XVI lo nomina vescovo di Nocera Inferiore-Sarno. Il 13 maggio dello stesso anno riceve l'ordinazione episcopale dal cardinale Agostino Vallini, vicario generale per la diocesi di Roma, co-consacranti i vescovi Angelo Spinillo e Gioacchino Illiano.
Il 2 giugno 2011 incontra i giovani della diocesi di Nocera Inferiore-Sarno e della diocesi di Teggiano-Policastro presso l'abbazia territoriale della Santissima Trinità di Cava de' Tirreni. Il 4 giugno 2011 prende possesso ufficialmente della diocesi di Nocera Inferiore-Sarno durante una celebrazione solenne nella cattedrale di San Prisco; nel pomeriggio che precede la celebrazione fa visita agli ammalati dell'ospedale Umberto I e subito dopo tiene un discorso alla cittadinanza in piazza Armando Diaz, davanti al municipio di Nocera Inferiore, alla presenza delle autorità civili dell'Agro Nocerino-Sarnese.
Il 27 febbraio 2012 è nominato delegato nella commissione episcopale per l'educazione cattolica, la scuola e l'università della Conferenza Episcopale Campana.
Il 27 maggio 2025 è nominato membro della commissione episcopale per l'educazione cattolica, la scuola e l'università della Conferenza Episcopale Italiana.

## Genealogia episcopale
La genealogia episcopale è:
- Cardinale Scipione Rebiba
- Cardinale Giulio Antonio Santori
- Cardinale Girolamo Bernerio, O.P.
- Arcivescovo Galeazzo Sanvitale
- Cardinale Ludovico Ludovisi
- Cardinale Luigi Caetani
- Cardinale Ulderico Carpegna
- Cardinale Paluzzo Paluzzi Altieri degli Albertoni
- Papa Benedetto XIII
- Papa Benedetto XIV
- Cardinale Enrico Enriquez
- Arcivescovo Manuel Quintano Bonifaz
- Cardinale Buenaventura Córdoba Espinosa de la Cerda
- Cardinale Giuseppe Maria Doria Pamphilj
- Papa Pio VIII
- Papa Pio IX
- Cardinale Alessandro Franchi
- Cardinale Giovanni Simeoni
- Cardinale Vincenzo Vannutelli
- Cardinale Giovanni Battista Nasalli Rocca di Corneliano
- Cardinale Marcello Mimmi
- Arcivescovo Giacomo Palombella
- Cardinale Michele Giordano
- Cardinale Agostino Vallini
- Vescovo Giuseppe Giudice